# 阿里·帕克达曼
赛义德·阿里·埃斯马埃勒扎德赫·帕克达曼（波斯語：‎，1990年8月23日—），伊朗男子击剑运动员，2014年亚洲运动会男子佩剑团体银牌得主、2018年亚洲运动会男子佩剑团体银牌得主和男子佩剑个人铜牌得主、2022年亚洲运动会男子佩剑团体铜牌得主。